# Phillip E. Johnson
Phillip E. Johnson (Aurora, Illinois, 1940. június 18. – Berkeley, Kalifornia, 2019. november 2.) a Kaliforniai Egyetem (Berkeley) nyugalmazott jogászprofesszora, újjászületett keresztény, az amerikai Presbiteriánus Egyház elöljárója. Az intelligenstervezés-mozgalom atyjának tekintik, mely az evolúció kritikájára építve terjeszti az intelligens tervezés nézetét. Johnson ismert még azon véleményéről, mely szerint a szerzett immunhiányos tünetegyüttes (AIDS) okozója nem kizárólag az emberi immunhiány-előidéző vírus (HIV). A tudományos közösség mind az intelligens tervezéssel, mind az AIDS kialakulásával kapcsolatos nézőpontját áltudománynak ítéli.

## Életrajza
Johnson az Illinois állambeli Aurora városában született 1940-ben. A Harvard Egyetemen szerzett BA képesítést Angol irodalomból 1961-ben, majd jogot végzett a Chicagói Egyetemen.
Bár a biológiai tudományok terén tanulmányokat nem folytatott intézményi keretek között, Johnson az evolúció prominens kritikusai közé tartozik. Az „intelligens tervezés” fogalma annak modern értelmében az ő népszerűsítő munkája nyomán, főként 1991-es Darwin on Trial („Darwin perbe fogva”) című könyve alapján terjedt el.
Máig az intelligens tervezés egyik fő szószólója, s az intelligenstervezettség-mozgalom alapítójának tartják. Johnson támadja a módszertani naturalizmust, a tudomány azon alapvető elvét, mely a tudományos kutatást megfigyelhető jelenségek természeti okaira korlátozza. Ehelyett az általa megfogalmazott teista realizmus szószólója. Számos intelligens tervezésről írott könyv mellett több büntetőjoggal kapcsolatos kézikönyv szerzője.
2001-től több kisebb agyi stroke-on esett át. 2004-ben megkapta a róla elnevezett Phillip E. Johnson Award for Liberty and Truth („Phillip E. Johnson Szabadságért és Igazságért díj”) díjat a Biola Egyetemtől, mely egyike az intelligens tervezést hirdető evangéliumi keresztény főiskoláknak.

## Nézetei

### Intelligens tervezés
Johnson leginkább az intelligens tervezés mozgalmának egyik alapítójaként, az Ék-stratégia fő létrehozójaként, a Santorum-kiegészítés (angolul: Santorum Amendment) szerzőjeként, s a mozgalom egyik legfőbb szószólójaként ismert. Johnoson a Discovery Institute Center for Science and Culture nevű részlegének társalapítója és tanácsadója.
Johnson erőteljes közéleti és politikai kampányt folytatott az intelligens tervezés az evolúció alternatívájaként történő tanításáért. Johnson az evolúciót „ateisztikus” jelzővel írja le, melyet szerinte „minden bizonyíték falszifikál” s melynek „logikája rettenetes”. Nézete szerint az általa leírt „teista realizmus” filozófiája érvényesebb álláspont. A teista realizmus szerint a tudomány módszertani naturalizmusa hibásan, a priori kizárja a természetfeletti okok közreműködését magyarázataiból. Ezen témák gyakran felvetődnek könyveiben így a Darwin on Trial („Darwin perbe fogva”),
Reason in the Balance: The Case Against Naturalism in Science, Law and Education („Értelem a mérlegen: A naturalizmus tudományban, jogban és oktatásban betöltött szerepe elleni álláspont”), Defeating Darwinism by Opening Minds („Legyőzni a Darwinizmust az elmék megnyitásával”) és a The Wedge of Truth: Splitting the Foundations of Naturalism („Az Igazság Éke: A naturalizmus alapjainak feldarabolása”) című műveiben is.
Johnson a Discovery Institute Center for Science and Culture („Tudományért és Kultúráért Központ”) nevű részlegénél írta a Santorum-kiegészítés korai vázlatát, mely az evolúció oktatásának „Tanítsd a vitát”-alapú megközelítését szorgalmazza a közoktatás természettudományos tananyagában. Ez a szemlélet máig az intelligens tervezettség mozgalmainak megszokott témája.
Nancy Pearcey, a Center for Science and Culture munkatársa a World magazinnak a következőképpen nyilatkozott:
Mozgalmakat nem csupán a politikában szerveznek vezetők. Phillip Johnson szervezte meg a mozgalmat, melyet „intelligens tervezés” mozgalomnak hívunk.
A Christianity Today („Kereszténység ma”) című lapnak nyilatkozva Pearcey beszél Johnson vallásos meggyőződéséről, s az evolúciót bíráló kritikáiról. Johnsont ezen interjúban az intelligens tervezés „nem hivatalos szóvivőjének” nevezi".
Johnson elismeri, hogy az intelligenstervezés-mozgalom szándéka egy teisztikus célkitűzés melletti elköteleződés tudományos koncepcióként bemutatva.
Johnson nem ismeri el a közös eredetet, viszont a Föld korát illetően nem foglal állást.
Johnson a Discovery Institute „Ék-stratégiájának” szerzője. Közreműködött a „Tanítsd a vitát” című kampány létrehozásában is. A kampány célja, hogy a közvélemény előtt kétségbe vonja az evolúciónak és elméletének elméletének tudományos közösségen belüli elfogadottságát, s csökkentse szerepét a közoktatás természettudományos tananyagában. A kampány célja végső soron az intelligens tervezés nézőpontjának beiktatása a tananyagba.
Johnson nyíltan kifejezésre juttatja azon keresztény elveket, melyekre filozófiáját alapozza. A Reclaiming America for Christ Conferences („Visszaszerezni Amerikát Krisztusnak”) konferencián a következőt nyilatkozta a mozgalomról:
Egy intellektuális mozgalmat hoztam létre az egyetemeken és a templomokban, melynek az „Ék” nevet adtuk; e mozgalom elkötelezett a tudomány materialista alapjainak megkérdőjelezését folytató program kiszélesítését célzó kutatás és írás területén. […] Nos, ahogyan én látom mozgalmunk logikáját, az a következő: az első dolog, amit meg kell értened, hogy a darwini elmélet nem igaz. Minden bizonyíték falszifikálja, és a logikája is iszonyatos. Ha ezt felismerted, a következő kérdés, ami felötlik benned - hát - az az, hogy vajon hol lehet az igazság? […] Kezdem János 1:1-gyel: „Kezdetben volt az Ige”. Kezdetben volt az intelligencia, cél és bölcsesség. A Bibliának ebben igaza volt. És a materialista tudósok tévedésbe ringatják magukat.
Összefoglalva: tanítanunk kell a fiatalokat, fel kell őket vérteznünk a harcokra. Azon kell elgondolkoznunk, hogy a további védekezés helyett hogyan lendülhetünk végre támadásba. És ami a legfontosabb, meg kell mutatnunk, hogy mi vagyunk azok akik igazából kiállnak a gondolat szabadságáért. Nekünk nincs félnivalónk a gondolat szabadságától, hiszen a helyes gondolkodás végül visszavezet az Egyházhoz, az igazsághoz - az igazsághoz, mely - még ha az út során tesz is néhány kitérőt - szabaddá teszi az embereket. Tehát mi vagyunk azok, akik a valódi tudományt, az objektív érvelést képviseljuk. Mi vagyunk azok, akik nem rejtjük véka alá az előfeltételezéseinket, akik kiállunk  a minőségi oktatás és a képességeink szerinti gondolkodás lelkiismereti szabadsága mellett. Ez az, ami mellett Amerika kiáll, ez az, ami mellett mi kiállunk, és ez az, ami mellett a Keresztény Egyház és a Keresztény Evangélium kiáll - az igazság szabaddá tesz. Idézzük ezt ismét emlékezetünkbe, mikor visszafoglaljuk Amerikát.
Nem fogom bevinni a Bibliát az egyetemre mondván, hogy „ebben kell hinnünk”. A Biblia megkérdőjelezése nagyon jól működik egy bibliahívő hallgatóság esetében. De katasztrofális következményekkel jár, ha azon emberek világához beszélsz – mint én is rendszeresen –, akik szerint a tény, hogy valami benne van a Bibliában, az ok arra, hogy ne higgyünk benne. […] Érthető, ha ők úgy gondolják, valamire jó bizonyítékaik vannak, és aztán látják leírva a Bibliában, akkor kételkedni kezdenek. Ezért ennek ki kell maradni az érvelésből, ha úgy akarsz tenni, ahogy én teszek – az elméleteik [az „evolúciósok”elméleteinek] hiányosságaira összpontosítani: a helytelen logikára, a tudományos módszer helytelen alkalmazására és az elégtelen bizonyítékokra.
A tudományos közösség az intelligens tervezést tudománytalannak, áltudománynak vagy „junk science”-nek tartja.

### HIV és AIDS
Johnson részt vállal az ún. „AIDS-újraértékelés” mozgalomban, mely nem ismeri el ama tudományos konszenzust, miszerint az AIDS-et a HIV vírus okozza. Ezen csoport állítása szerint nincs tudományos bizonyíték arra nézve, hogy a HIV az AIDS okozója. Nézetük szerint bár a HIV és AIDS között általánosságban együttjárás figyelhető meg, azonban – gondolják –, léteznek olyan egyének, akiknek AIDS szimptómáik vannak HIV vírus nélkül, s olyanok is, akik HIV vírussal fertőzöttek, de nincsenek AIDS tüneteik. A tudományos álláspont szerint az „AIDS-újraértékelők” érvei a tudományos eredményekből való szemezgetésre és az adatok félreértelmezésére alapulnak. E nézet szószólói figyelmen kívül hagyják a HIV vírusnak az AIDS kialakulásában játszott szerepére utaló bizonyítékokat, véleményük hangoztatásával, a védekezés és a bevált kezelésekről való lebeszélés által pedig ártanak a közegészségügynek.

## Kritika
Johnsont számos kritikusa az intelligenstervezés-mozgalom más szószólóival együtt intellektuális őszintétlenséggel vádolja. Szerintük Johnson nem őszinte az intelligens tervezéssel kapcsolatos érveiben és a tudományos közösség elleni támadásaiban. Például számos esetben ekvivokációval él a „naturalizmus” kifejezéssel kapcsolatban, mely utalhat a módszertani naturalizmusra és a filozófiai naturalizmusra egyaránt.
A Darwin on Trial című könyvében foglaltak tényszerűségét ellenőrizve egyik kritikusa szerint Johnson szinte minden, könyvében idézett tudományos forrást eltorzított vagy nem megfelelően használt. Előfordulnak benne egyszerű félreértelmezések, rosszindulatú célozgatások és nyilvánvaló kitalációk. Ben Spitzer biológusprofesszor nyilatkozata szerint a legfélrevezetőbb könyv, amit valaha olvasott.